# Театр Российской армии
Центра́льный академи́ческий теа́тр Росси́йской армии (до 1993 года — Центральный академический театр Советской армии) — московский академический драматический театр, основанный 6 февраля 1930 года. Обладает самой большой в Европе сценой. С момента создания являлся ведомственным театром Вооружённых сил СССР — на его сцене «проходили службу» многие военнообязанные актёры.
Здание театра расположено в доме № 2 на Суворовской площади в Москве, рядом со станцией метро «Достоевская».

## История

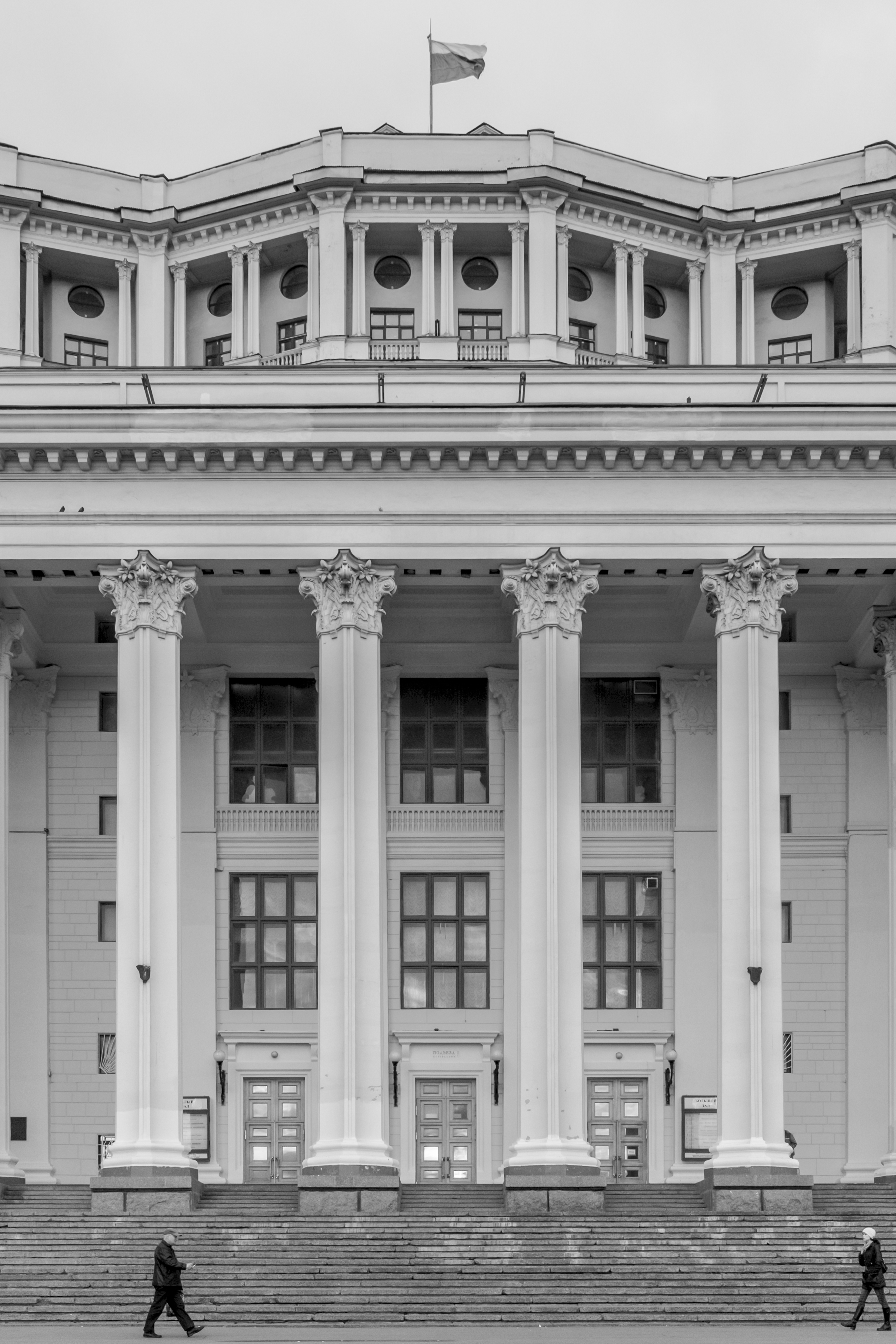
Здание театра, 2013 год

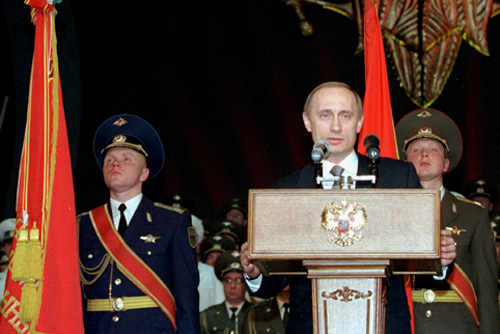
Президент Владимир Путин на праздновании Дня защитника Отечества в ЦАТРА, 2000 год

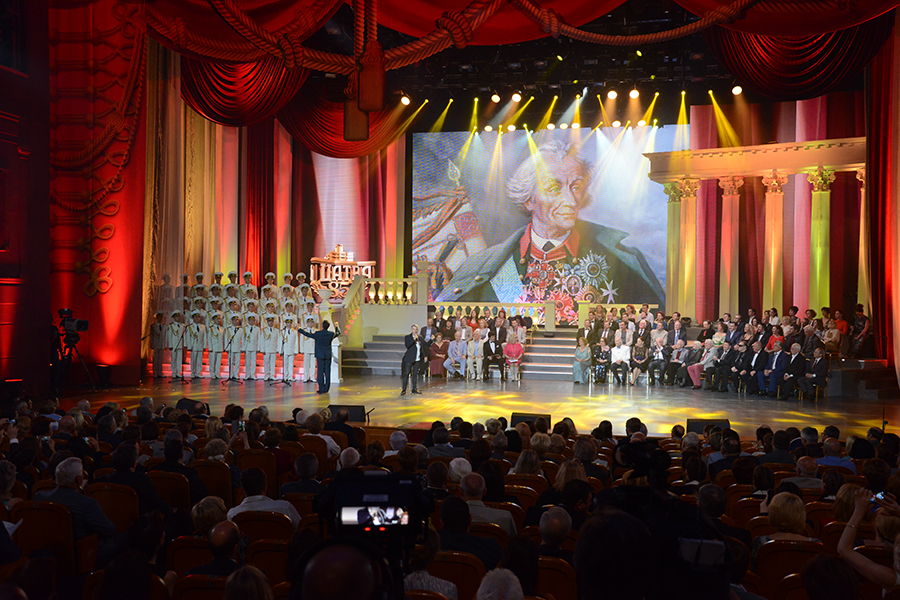
Празднование 85-летия театра, 10 июня 2015 года

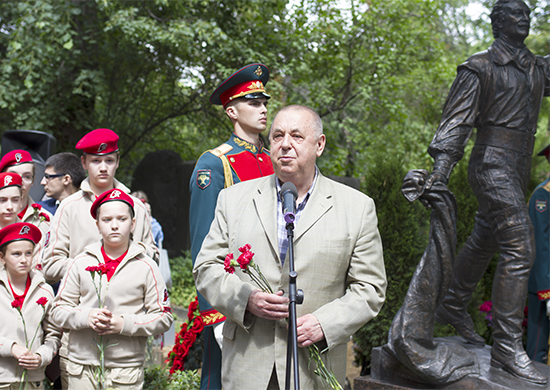
Главный режиссёр театра Борис Морозов, 2018 год

### Основание театра
В декабре 1929 года Политуправление РККА приняло решение об организации Центрального театра Красной армии (ЦТКА). 6 февраля 1930 года состоялось его открытие — в этот день прошёл первый спектакль, посвящённый советско-китайскому конфликту на Китайско-Восточной железной дороге. В самом начале в структуру ЦТКА входили драматическая труппа, театр малых форм (монологи, куплеты, скетчи), ансамбль песни и пляски, а также кукольный театр. В первые годы существования молодого театра выступления проходили в концертном зале Центрального дома Красной армии и на концертных площадках.
По характеру своей деятельности театр был выездным и работал в воинских частях и гарнизонах, а также занимался профессиональным обучением руководителей других армейских коллективов. За десять лет его труппа проехала от Ленинграда до Дальнего Востока и представила 38 премьер спектаклей и программ. В 1933—1938 годах в театре выступала одна из самых знаковых актрис советского театра и кино Фаина Раневская, ушедшая из-за конфликта с руководством. В 1936-м она сыграла главную роль в премьере спектакля «Васса Железнова» по одноимённой пьесе Максима Горького. С 1938 года в театре работал также песенник Яков Халецкий.
В 1934 году, к пятилетнему юбилею Театра Красной армии, был утверждён план московского здания театра по проекту архитекторов Каро Алабяна и Василия Симбирцева. К 1940-му на площади Коммуны было построено новое здание театра в форме пятиконечной звезды.

### Новое здание
14 сентября 1940 года в Большом зале нового здания театра впервые прошёл спектакль «Полководец Суворов» Игоря Бахтерева и Александра Разумовского. Через две недели на Малой сцене была поставлена пьеса Максима Горького «Мещане». Как сообщает театровед Виталий Дмитриевский, в это время культурно-развлекательные подразделения стали возникать при многих военных частях. Например, при гарнизонах и военных Домах Красной армии создавались многочисленные ансамбли песен и плясок, а также передвижные театральные труппы. В период с 1930 по 1937 год собственные театры были открыты при Балтийском, Черноморском, Тихоокеанском, Северном и Дальневосточном флотах. В 1937-м в Уссурийске открылся филиал ЦТКА — Драматический театр Восточного военного округа.
Во время Великой Отечественной войны и при опасности нападения нацистских войск на Москву состав Центрального театра Красной армии был эвакуирован в Свердловск. Артисты ЦТКА сформировали 19 фронтовых концертных бригад и выступали в военных частях на фронте и в тылу.
Режиссёр Леонид Хейфец поставил на сцене театра «Мой бедный Марат» по пьесе Алексея Арбузова, «Смерть Иоанна Грозного» по трагедии Алексея Толстого, «Дядя Ваня» Антона Чехова и другие.
Есть Родина, которую мы любим, и вне которой не видим своей судьбы. И как защищать эту Родину, и какие люди ее защищают — во многом зависит от нас. Как мы, мы — театр, их воспитываем, такими они и будут.Главный режиссёр ЦТКА Алексей Попов
В 1951 году название сменилось на Театр Советской армии. В этот период в театре работали такие артисты, как Любовь Добржанская, Генриетта Островская, Вера Капустина, Лариса Голубкина, Нина Сазонова, Людмила Касаткина, Владимир Зельдин, Даниил Сагал, Виктор Пестовский, Марк Перцовский, Пётр Константинов, Рафаэль Ракитин, Борис Ситко и другие. 

С 1972-го главным дирижёром театра был Николай Минх. 

В 1980-х годах главный режиссёр - Леонид Хейфец, в театр пришли выпускники его мастерской ГИТИСа. 

После Хейфеца главным режиссёром театра становится Борис Морозов.
В 1993 году театр переименовали в честь российской армии, а в 1998-м он получил премию «Хрустальная Турандот» за спектакль «На дне», а также участвовал в Чеховском театральном фестивале и Всемирной театральной олимпиаде. Артисты Театра Российской Армии продолжали гастролировать по армейским частям и выступать в зонах военных действий, конфликтов и чрезвычайных ситуаций. Театральный коллектив приезжал в Афганистан, к ликвидаторам аварии на Чернобыльской АЭС, побывал на таджико-афганской границе и в Чечне.

### Руководство
Первоначально Театр Красной армии возглавлял Владимир Месхетели, а в 1932 году главным режиссёром был назначен Юрий Завадский. С 1935 по 1958 год театр возглавлял режиссёр Алексей Попов. Поставленные им спектакли «Полководец Суворов», «Давным-давно», «Флаг адмирала», «Сталинградцы», «Фронт» и «Степь широкая» стали классическими в истории советской и российской сцены. С 1963 по 1973 год театром руководил его сын, народный артист СССР, Андрей Попов. В 1974—1979 главным режиссёром театра был Ростислав Горяев, сменив на этом посту Андрея Попова. В 1980-х годах непродолжительное время театр возглавлял Леонид Хейфец, поставивший спектакль «Павел I» Дмитрия Мережковского. С 1995 по 2020 год должность главного режиссёра занимал народный артист России Борис Морозов, поставивший в театре 26 спектаклей, в том числе «Много шума из ничего» Уильяма Шекспира, «Царь Фёдор Иоаннович» Алексея Толстого, «Кабала святош» Булгакова, «Красное колесо» Александра Солженицына и другие. С 2012 по 2024 год директором ЦАТРА являлся заслуженный работник культуры России Иван Иванович Чурсин, который затем был назначен советником театра. Главный режиссёр театра с декабря 2023 года — Александр Лазарев. В 2024 году директором театра стала Милена Юрьевна Авимская, которая до этого занимала пост заместителя директора по развитию.

### Современность
10 июня 2015 года, в день 85-летия театра, президент Владимир Путин отметил его благодарностью «За большой вклад в развитие театрального искусства, воспитание граждан в духе патриотического служения Отечеству». В праздничном концерте, прошедшем на Большой сцене, ведущим которого был Александр Масляков, приняли участие певец Олег Газманов, Ансамбль песни и пляски российской армии имени Александрова, певица Валерия, балет Большого театра и другие известные коллективы и исполнители.
Главный режиссёр театра с 1995 года по 2020 год был Борис Морозов, постановщики Александр Бурдонский и Андрей Бадулин регулярно представляли зрителям спектакли из классических произведений мировой драматургии. В репертуар театра входят спектакли на военно-патриотическую тему: «Севастопольский марш» по рассказам Льва Толстого, комедия «Давным-давно», «Вечно живые», «Одноклассники», «Соловьиная ночь» и «Саня, Ваня, с ними Римас». К 70-летию Победы в Великой Отечественной войне Борис Морозов поставил спектакль «Судьба одного дома» о тяготах на фронте и в тылу. Кроме того, в театре проходят музыкальные концерты и игры Высшей лиги КВН. С 2014 года в театре демонстрируется 3D-мюзикл «Пола Негри», который показывают несколькими циклами в год по 10—12 дней.
Новая сцена театра предоставляется для экспериментальных постановок молодых режиссёров. Так, 25 марта 2018 года там прошла премьера спектакля «Пятая колонна» Галины Зальцман.
В 2020 году в театре открылся музей. Экспозиция отражает десятилетия жизни коллектива, начиная с 1930 года. Автор экспозиционно-художественного решения — Леонтий Озерников.
С 1991 по 2003 гг. в театре проходили съёмки телевизионной программы Утренняя звезда (телепередача)

## Архитектура и оформление

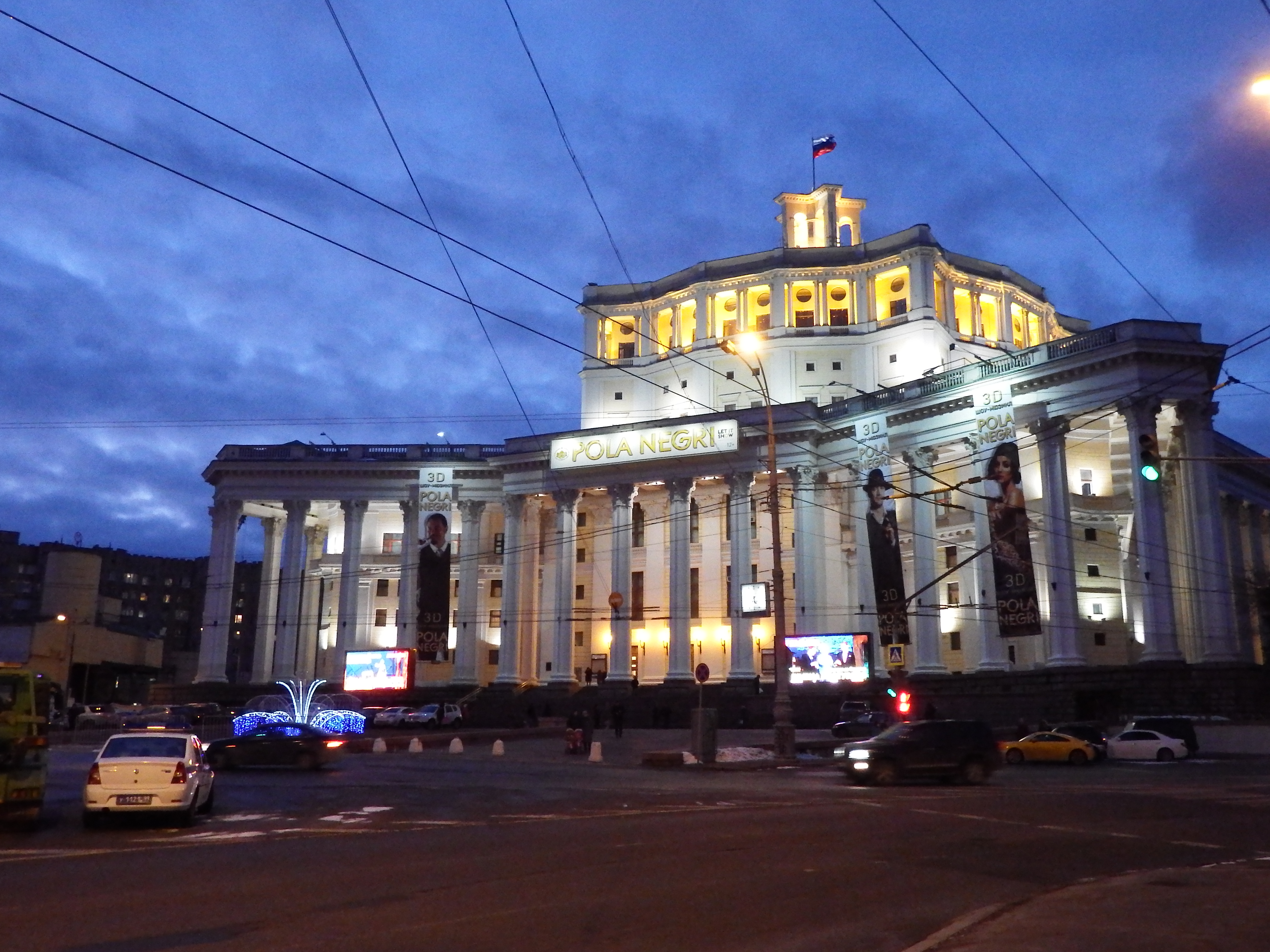
Здание театра вечером, 2016 год

Строительство здания театра шло с 1934 по 1940 год на Суворовской площади, которая в то время носила название площадь Коммуны. Архитекторами здания выступили Каро Алабян и Василий Симбирцев при участии Бориса Бархина. Это первое театральное здание, спроектированное и возведённое в Москве после революции. В основу плана легла эмблема советской армии — пятиконечная звезда. На Суворовской площади рядом с театром находятся и другие армейские учреждения: Центральный дом Российской армии и Центральный музей Вооружённых Сил.
По первоначальной задумке здание должно было представлять собой постамент, на самом верху которого планировалось установить фигуру красноармейца. Однако эта идея так и не была реализована. Внешняя и внутренняя организация подчинены форме строения. В двух передних лучах расположены парадные зрительские лестницы, в трёх других — лестницы для артистов и пандус для подъёма декораций. Здание занимает десять надземных и десять подземных этажей. Внутренние помещения театра просторны и объёмны. При их отделке использовались натуральный камень и дерево. В оформлении интерьеров приняли участие советские художники-монументалисты. Объём театра вмещает два зала — Большой, рассчитанный на 1520 человек, и Малый на 400 зрителей. Театр оборудован самой большой в Европе сценической площадкой, которая позволяет инсценировать сражения с танками и кавалерией. Над механикой главной сцены работал инженер Иван Мальцин. Росписи акустического потолка были выполнены Львом Бруни, парадные лестницы украсили живописные панно Павла Соколова-Скаля и Александра Герасимова, плафоны в амфитеатре были сделаны Александром Дейнекой и Ильёй Фейнбергом.
Здание является примером архитектуры сталинского ампира. Внешний образ театра и его интерьеры отражают особенности архитектурной направленности второй половины 1930-х годов, периода отхода советской архитектуры от рационализма и увлечения классическим наследием русской и мировой архитектуры. Свидетельством этого являются осевая пирамидальная композиция здания, колоннады и скульптурное оформление. Здание обрамляют 96 колонн высотой 18 метров. По легенде, во время Великой Отечественной войны немецкая авиация использовала пятиконечную форму здания как ориентир. Концы звезды указывали на крупные транспортные узлы — Белорусский, Савёловский и Рижский вокзалы, Комсомольскую площадь, а пятый — на центр столицы.
В 1982 году перед зданием театра установили памятник полководцу Александру Суворову работы скульптора Олега Комова.

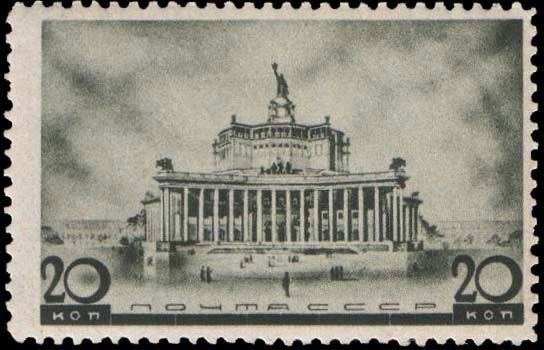
Почтовая марка СССР, 1937 год. Центральный театр Советской Армии,

## Главные режиссёры
- Алексей Попов (1935—1958)[34]
- Александр Дунаев (1959—1963)[35]
- Андрей Попов (1963—1973)
- Ростислав Горяев (1974—1979)
- Юрий Ерёмин (1982—1987)
- Леонид Хейфец (1988—1994)
- Борис Морозов (1995—2020)[36]
- Александр Лазарев (с декабря 2023)[37]

## Директора
- Иван Чурсин (2012—2024)[38]
- Милена Авимская (с марта 2024)[39]

## Труппа
По состоянию на апрель 2025 года в труппе театра состоит 87 артистов.

### Народная артистка СССР
- Людмила Чурсина (с 1984)

### Народные артистки РСФСР
- Алина Покровская (с 1962)

### Народные артисты РФ
- Валерий Абрамов (с 1971)
- Ольга Богданова (с 1973)
- Александр Дик (с 1994)
- Артём Каминский (с 1988)
- Николай Лазарев (с 1992)

### Заслуженная артистка РФ и Азербайджанской Республики
- Валентина Асланова (с 1973)

### Заслуженные артисты РФ
- Алиса Богарт (с 1993)
- Анастасия Бусыгина (с 2000)
- Анна Глазкова (с 1991)
- Константин Денискин (с 2001)
- Николай Козак (с 2006)
- Сергей Колесников (с 1991)
- Наталия Курсевич (с 1996)
- Наталья Лоскутова (с 1990)
- Игорь Марченко (с 1994)
- Инна Серпокрыл (с 1994)
- Людмила Татарова-Джигурда (с 1994)
- Александр Топчий (с 2018)

### Заслуженный артист Республики Северная Осетия — Алания
- Антон Морозов (2003—2009, с 2014)

### Артисты
- Елена Анисимова (с 1992)
- Александр Аргос (с 2006)
- Наталья Аристова (с 2000)
- Илья Артамонов (с 2021)
- Карина Балашова (с 2023)
- Любовь Баленко (с 2024)
- Илья Баранов (с 2017)
- Мария Белоненко (с 2012)
- Ярослав Бережнов (с 2015)
- Александр Богданов (с 2020)
- Роман Богданов (с 2011)
- Ольга Герасимова (с 2006)
- Алексей Горячев (с 1979)
- Иван Гришенков (с 2015)
- Алена Губанова (с 2019)
- Жанетт Гурская (с 2023)
- Софья Гуськова (с 1974)
- Сергей Данилевич (1989—1993, с 2009)
- Михаил Данилюк (с 2013)
- Денис Дёмин (с 2007)
- Константин Днепровский (с 2003)
- Вячеслав Дубров (с 1974)
- Тимур Еремеев (с 2004)
- Алексей Захаров (с 1994)
- Артём Зеленин (с 2024)
- Эдуард Зиновьев (с 2023)
- Сергей Иванюк (с 2007)
- Андрей Кайков (с 2022)
- Дмитрий Карпеев (с 2021)
- Анна Киреева (с 1996)
- Кирилл Кириличев (с 2000)
- Людмила Коныгина (с 1981)
- Андрей Кочинов (с 2015)
- Денис Кутузов (с 2011)
- Ирина Латушко (с 2024)
- Александр Леонтьев (с 1983)
- Дмитрий Ломакин (с 2018)
- Анфиса Ломакина (с 2018)
- Даниил Лугин (с 2024)
- Екатерина Лютова (с 2024)
- Елизавета Мазалова (с 2019)
- Александр Макаров (с 2017)
- Валерия Мисанова (с 2020)
- Дмитрий Оболонков (с 2019)
- Андрей Пойдышев (с 1996)
- Роман Радов (c 1994)
- Вячеслав Разбегаев (1992—2006, с 2021)
- Александр Рожковский (с 2013)
- Светлана Садковская (с 1982)
- Юрий Сазонов (с 1999)
- Елена Сванидзе (с 2011)
- Артемий Серегин (с 2024)
- Ксения Таран (с 2003)
- Ольга Тарасова (с 1992)
- Николай Токарев (с 2022)
- Алёна Фалалеева (с 2006)
- Сергей Федюшкин (с 2004)
- Ксения Франк (с 2024)
- Анна Чижова (с 2021)
- Максим Чиков (с 2015)
- Екатерина Шарыкина (с 2021)
- Мария Швыдко (с 2021)
- Александра Шевелькова (с 2024)
- Валерий Шелофаст (с 2023)
- Мария Шмаевич (с 1999)
- Даниил Штейн (с 2019)

## Приглашённые артисты

### Народные артисты РФ
- Александр Домогаров  (1985—1995, с 2023)
- Максим Аверин (с 2025)

### Заслуженные артисты РФ
- Анна Большова (с 2024)
- Дмитрий Дюжев (с 2024)
- Сергей Селин (с 2023)
- Юта (с 2023)

### Артисты
- Александр Балуев (1980—1986, с 2025)
- Мария Голубкина (с 2022)
- Екатерина Кузнецова (с 2024)
- Олег Масленников-Войтов (c 2021)
- Михаил Полицеймако (с 2020)
- Эдуард Радзюкевич (с 2021)
- Анастасия Стоцкая (с 2020)
- Екатерина Стриженова (с 2020)
- Ксения Хаирова (с 1993)

## Ранее служили в театре
- Николай Абрашин (1964—2004)
- Валерий Баринов (1974—1988)
- Нина Белобородова (1954—1995)
- Антонина Богданова (1932—1983)
- Александр Бурдонский (1972—2017)
- Евгений Быкадоров (1944—1994)
- Анатолий Васильев (1974—1995)
- Георгий Васильев (1941—1949)
- Пётр Вишняков (1956—1988)
- Валентина Воилкова (1979—1991)
- Ольга Вяликова (1980—2019)
- Виктор Гаврилов (1950—2007)
- Евгений Герчаков (1972—1982)
- Лариса Голубкина (1964—2025)
- Андрей Данилюк (1981—2013)
- Ирина Дёмина (1971—2011)
- Ольга Дзисько (1966—2011)
- Любовь Дмитревская (1929—1931, 1934—1942)
- Любовь Добржанская (1934—1980)
- Пётр Должанов (1951—1962)
- Андрей Егоров (1993—2021)
- Михаил Еремеев (1965—2007)
- Владимир Зельдин (1945—2016)
- Алексей Инжеватов (1967—2010)
- Ольга Кабо (1989—2002)
- Вера Капустина (1956—1973, 1975—1989)
- Людмила Касаткина (1947—2012)
- Екатерина Климова (1999—?)
- Галина Кожакина (1957—2011)
- Сергей Комаров (1972—2020)
- Юрий Комиссаров (1954—2016)
- Александр Кондрашов (1979—1999)
- Николай Коновалов (1933—1947)
- Пётр Константинов (1934—1958)
- Геннадий Крынкин (1963—2008)
- Алексей Крыченков (1965—2019)
- Леон Кукулян (1956—2021)
- Сергей Кулагин (1936—1978)
- Александр Кутепов (1950—1999)
- Игорь Ледогоров (1971—1997)
- Лев Любецкий (1956—1967)
- Михаил Майоров (1936—1993)
- Денис Матросов (1995—2003)
- Олег Меньшиков (1981—1985)
- Алексей Миронов (1953—1987)
- Александр Михайлушкин (1975—2010)
- Дмитрий Назаров (1995—2003)
- Константин Нассонов (1933—1934, 1935—1963)
- Виталий Ованесов (1969—2013)
- Вера Окунева (1936—1959)
- Нина Ольшевская (1935—1941, 1945—1964)
- Николай Пастухов (1958—2014)
- Мария Пастухова (1945—2003)
- Марк Перцовский (1932—1993)
- Александр Петров (1952—2020)
- Андрей Петров (1939—1990)
- Татьяна Пивоварова (1952—2013)
- Борис Плотников (1988—2001)
- Нинель Подгорная (1954—2011)
- Андрей Попов (1940—1974)
- Валентина Попова (1943—1990)
- Александр Разин (1972—2020)
- Фаина Раневская (1933—1939)
- Владимир Ратомский (1937—1962)
- Анатолий Руденко (2006—?)
- Валентина Савельева (1961—2015)
- Даниил Сагал (1943—1953, 1957—1989)
- Нина Сазонова (1938—2004)
- Елена Санько (1954—1959, 1964—1984)
- Николай Сергеев (1936—1941, 1943—1959)
- Борис Ситко (1948—1994)
- Сергей Смирнов (2003—2020)
- Ираида Солдатова (1940—1942, 1946—2001)
- Владимир Сошальский (1951—2007)
- Виталий Стремовский (1972—2021)
- Ксения Таран (2003—2024)
- Сергей Таратута (1980—1998)
- Андрей Ташков (1979—1987)
- Любовь Толкалина (1999—2003)
- Людмила Фетисова (1947—1962)
- Татьяна Фёдорова (1971—1990)
- Яков Халецкий (1938—2004)
- Александр Хованский (1933—1962)
- Антоний Ходурский (1933—1972)
- Алексанр Хохлов (1931—1964)
- Павел Цитринель (1963—1990)
- Станислав Чекан (1948—1956)
- Фёдор Чеханков (1961—2012)
- Александр Чутко (1972—2021)
- Сергей Шакуров (1965—1971)
- Герман Юшко (1969—2010)

## Сцены

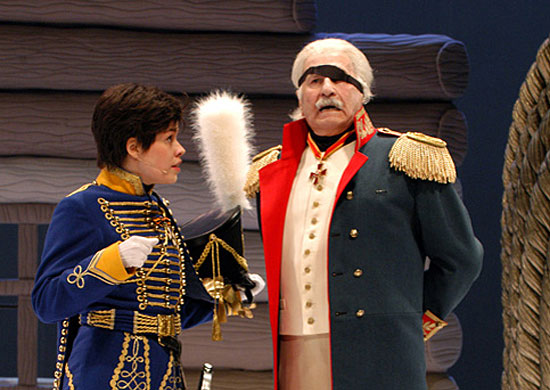
Спектакль «Давным-давно», 2015 год

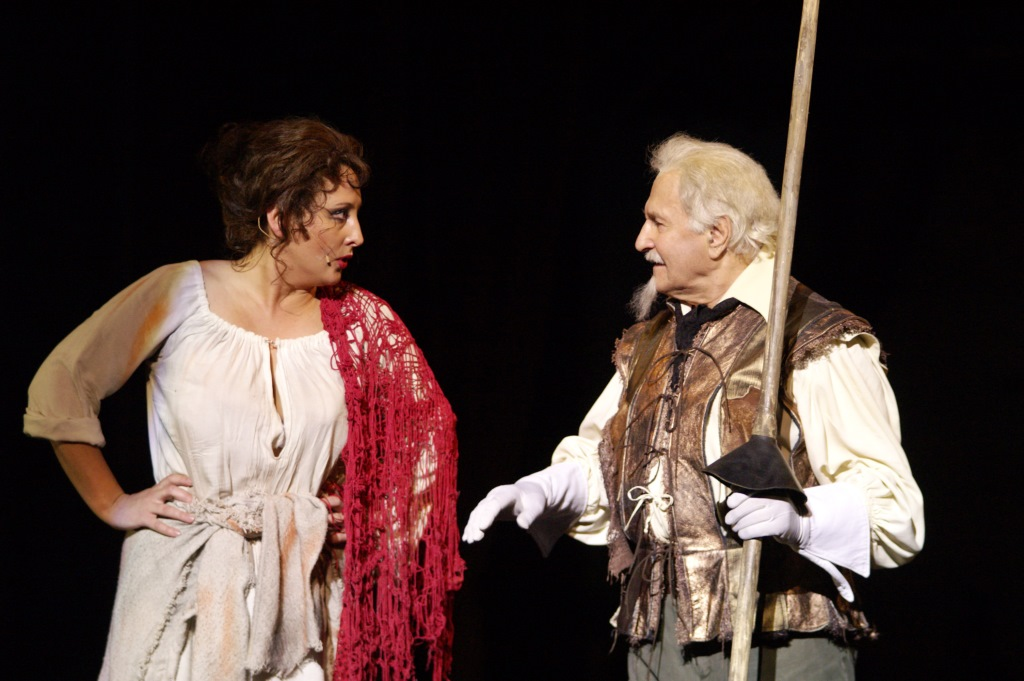
Мюзикл «Человек из Ламанчи», 2015 год

### Большая сцена
Репертуар
- 28 декабря 2016 — «Удивительные приключения Маши и Вити» / «Новогодние приключения Маши и Вити» (Павел Финн, Владимир Луговой; постановка Сергея Смирнова)
- 21 марта 2020 — «Леди на день» (Дэймон Раньон, постановка Дмитрий Астрахан)
- 29 сентября 2021 — «Играем Зощенко» / «Не может быть!» (по мотивам рассказов Михаила Зощенко «Преступление и наказание», «Забавное приключение» и пьесы «Свадьба»; постановка Глеба Черепанова)
- 25 декабря 2021 — «Летучий корабль» (Юрий Энтин, Максим Дунаевский; постановка Андрея Бадулина)
- 2 апреля 2023 — «Король Лир» (Уильям Шекспир, постановка Андрея Бадулина)
- 12 июля 2023 — «Маскарад» (Михаил Лермонтов, постановка Нины Чусовой)
- 12 октября 2023 — «Данькина каска» (Егор Черлак, постановка Дианы Бориной)
- 21 декабря 2023 — «Сказка о царе Салтане» (Александр Пушкин, постановка Андрея Бадулина)
- 4 апреля 2024 — «Капитанская дочка» (Александр Пушкин, постановка Павла Сафонова)
- 18 сентября 2024 — «Гусарская баллада» (по пьесе Александра Гладкова «Давным-давно», постановка Татьяны Константиновой)
- 22 января 2025 — «Роман» (по роману Михаила Булгакова «Мастер и Маргарита», постановка Александра Лазарева)
- 8 мая 2025 — «Знамя Победы» (по пьесе из дилогии Виталия Павлова «Победа», постановка Игоря Угольникова)
- 25 июня 2025 — «Ревизор» (Николай Гоголь, постановка Глеба Матвейчука)
- 8 ноября 2025 — «Святая Анна» (Михаил Бертенев, Елена Исаева, Максим Дунаевский; постановка Юрия Александрова)
- 21 декабря 2025 — «Двенадцать месяцев» (Самуил Маршак, постановка Юлии Шульевой)

### Малая сцена
Репертуар
- 3 июня 2009 — «Одноклассники» (Юрий Поляков, постановка Бориса Морозова)
- 17 апреля 2010 — «Вечно живые» (Виктор Розов, постановка Бориса Морозова)
- 9 апреля 2011 — «Чайка» (Антон Чехов, постановка Александра Бурдонского)
- 17 апреля 2015 — «Завещание Дон Жуана» (Анатолий Крым, постановка Андрея Бадулина)
- 21 октября 2015 — «Филумена Мартурано» (Эдуардо Де Филиппо, постановка Бориса Морозова)
- 15 ноября 2015 — «С тобой и без тебя» (Константин Симонов, постановка Александра Бурдонского)
- 26 декабря 2016 — «Необыкновенный побег игрушек» (по мотивам сказки Джанни Родари «Путешествие "Голубой стрелы"», постановка Андрея Бадулина)
- 25 апреля 2017 — «Мольер (Кабала святош)» (Михаил Булгаков, постановка Бориса Морозова)
- 14 апреля 2018 — «Дом под снос» (Анатолий Крым, постановка Андрея Бадулина)
- 13 октября 2018 — «Главная роль» (Михаил Лифшиц, постановка Игоря Афанасьева)
- 3 сентября 2020 — «Третья ракета» (Василь Быков, постановка Николая Лазарева)
- 20 марта 2021 — «На всякого мудреца довольно простоты» (Александр Островский, постановка Андрея Бадулина)
- 29 октября 2021 — «Два билета в Милан» (по пьесе Джо ДиПьетро «Последняя любовь», постановка Алексея Серова)
- 26 ноября 2022 — «Женитьба» (Николай Гоголь, постановка Юрия Маковского)
- 13 сентября 2023 — «Девочки» (по пьесе Дарьи Верясовой «9903», постановка Юлии Шульевой)
- 12 мая 2024 — «Ретро» (Александр Галин, постановка Галины Дубовской)
- 18 октября 2024 — «Так называемая личная жизнь» (по повести Константина Симонова «Двадцать дней без войны», постановка Марии Федосовой)
- 5 марта 2025 — «Прощай, конферансье!» (Григорий Горин, постановка Юрия Маковского)
- 23 мая 2025 — «Жила-была Клавочка» (Борис Васильев, постановка Арины Бессергеневой)
- 8 октября 2025 — «Посланница» (Максим Горький, Елена Исаева; постановка Анастасии Ершовой)

### Экспериментальная сцена
Репертуар
- 31 марта 2018 — «Похищение» (Ксения Степанычева, постановка Сергея Смирнова)
- 12 апреля 2019 — «Венеция в снегу» (Жиль Дирек, постановка Татьяны Морозовой)
- 11 сентября 2020 — «Баба голубиная» (Дмитрий Минченок, постановка Андрея Бадулина)
- 9 декабря 2020 — «Русланова» (по пьесе Ольги Михайловой и Елены Исаевой «По морозу босиком, или Женщина, которая спела страну», постановка Романа Шаляпина)
- 25 февраля 2021 — «Балаган» (Чарльз Мори, постановка Данилы Чащина)
- 25 ноября 2021 — «Свадьба Кречинского» (Александр Сухово-Кобылин, постановка Анны Макеевой)
- 3 декабря 2021 — «Бобок» (Фёдор Достоевский, постановка Сергея Тонышева)
- 1 ноября 2022 — «Суламифь» (Александр Куприн, постановка Марии Шмаевич)
- 7 мая 2023 — «Серая зона» (по пьесам Ольги Манько «Серая зона» и Светланы Тишкиной «Ложь во спасение», постановка Юлии Шульевой)
- 28 июня 2023 — «Маяковский (Дело № 50)» (автор инсценировки и постановка Марии Шмаевич)
- 27 января 2024 — «Не бойся быть счастливым» (Алексей Арбузов, постановка Ивана Судакова)
- 14 ноября 2024 — «Завтра была война» (Борис Васильев, постановка Ирины Керученко)

### Камерная сцена
Репертуар
- 19 июня 2024 — «Предсказание» (автор инсценировки и постановка Марии Шмаевич)

### Разные пространства театра
Репертуар
- 27 марта 2017 — «Театр Звезда» (постановка Алексея Размахова, Глеба Черепанова, Галины Зальцман)
- 31 мая 2025 — «1418» (постановка Юлии Шульевой)